# Євдощенко Олена Андріївна
Олена Андріївна Євдощенко (16 січня 1919, Карабулак — 24 серпня 2014, Київ) — українська лікарка-оториноларинголог, педагог. Доктор медичних наук (1965), професор (1969). Авторка понад 170 наукових робіт, декількох запатентованих винаходів. Учениця професора Олексія Коломійченка.
Учасниця німецько-радянської війни, начальниця відділення та заступниця головного хірурга евакуаційного шпиталю № 4655 у Дагестані (пізніше — в Україні). Понад 30 років — професор Київського державного інституту удосконалення лікарів (1955—1961; 1969—1996), завідувачка кафедр отоларингології та дитячої отоларингології. Протягом 11 років — головний дитячий оториноларинголог Міністерства охорони здоров'я УРСР (1969—1980).

## Життєпис
Народилась 16 січня 1919-го року у станиці Карабулак, Гірська республіка. У ранньому віці стала сиротою.
У 1940-му році закінчила лікувальний факультет Дагестанського державного медичного інституту (місто Махачкала), планувала закінчити і клінічну ординатуру кафедри отоларингології, але почалася війна.
З 1941-го по 1945-й рік — начальниця відділення, заступниця головного хірурга евакуаційного шпиталю № 4655, який спочатку знаходився у Дагестані, у поселенні Нефтяников (нині — місто Ізбербаш). У 1944-му році шпиталь передислоковано до УРСР, відтоді Олена Євдощенко працювала в Україні. Війну завершила у званні капітана медичної служби.
З 1946-го року — оториноларинголог, заступниця головного лікаря районної лікарні міста Лебедин на Сумщині. У 1949-му році зарахована до клінічної ординатури кафедри отоларингології під керівництвом професора Олексія Коломійченка.
У 1953-му році закінчила клінічну ординатуру, працювала асистентом у Київському стоматологічному інституті. У 1955-му році зарахована до аспірантури Київського державного інституту удосконалення лікарів, на базі якого у 1958-му році здобула науковий ступінь кандидата медичних наук, захистивши дисертацію на тему «О поражении ЛОР органов при вирусном гриппе и эффективности применения экмолина при данном заболевании».
З 1961-го року — завідувачка загальноклінічним відділом новоствореного Київського науково-дослідного інституту отоларингології. У 1965-му році здобула науковий ступінь доктора медичних наук, захистивши дисертацію на тему «Патологогистологические и клинические данные о заживлении переломов стремени у больных отосклерозом и в эксперименте».
У 1969-му році обійняла посаду завідувачки вперше створеної в Україні кафедри дитячої отоларингології Київського державного інституту удосконалення лікарів (КДІУЛ). За шість років роботи на посаді Олена Євдощенко домоглася забезпечення кафедри технічним оснащенням та кадровим укомплектуванням. Тоді ж здобула вчене звання професора. Відтоді ж, до 1980-го року — на посаді головного дитячого оториноларинголога Міністерства охорони здоров'я УРСР.
У 1975-му році обрана завідувачкою кафедри отоларингології КДІУЛ. У 1993-му році полишила цю посаду, залишивши собі обов'язки професора-консультанта. У 1996-му році вийшла на заслужений відпочинок, продовжуючи консультувати учнів та колег.

Могила Олени Євдощенко, Байкове кладовище

До останніх днів життя обіймала посаду заступника головного редактора фахового часопису «Журнал вушних, носових і горлових хвороб». Померла на 96-му році життя 24 серпня 2014-го року. Похована у колумбарії Байкового кладовища.

## Наукова діяльність
Авторка понад 170-ти наукових робіт, декількох запатентованих винаходів. Наукова керівниця близько 15-ти кандидатів та докторів наук. Серед учнів Олени Євдощенко — професори Анатолій Косаковський, Володимир Шкорботун, Григорій Тімен, Богдан Іськів тощо.
На посаді завідувачки кафедри отоларингології під керівництвом Олени Євдощенко впроваджені методи хірургічних втручань при рубцевому стенозі й атрезії гортані та трахеї, розроблені методики діагностики та лікування латентних отоантритів, розроблені способи слухополіпшуючих операцій при хронічному гнійному середньому отиті тощо.
У 1970-х роках розробила методи патогенетичного лікування при гострому стенозуючому ларинготрахеобронхіті. З 1983-го по 1989-й рік — голова правління Українського товариства лікарів-отоларингологів.

## Науковий доробок (частковий)
- 1958 — «О поражении ЛОР органов при вирусном гриппе и эффективности применения экмолина при данном заболевании» [Текст]: (Экспериментальные и клин. наблюдения): диссертация на соискание ученой степени кандидата медицинских наук / Одес. гос. мед. ин-т им. Н. И. Пирогова. — Одесса: [б. и.], 1958.; 22 см.
- 1965 — «Патологогистологические и клинические данные о заживлении переломов стремени у больных отосклерозом и в эксперименте» [Текст]: диссертация на соискание ученой степени доктора медицинских наук / Киевский мед. ин-т им. А. А. Богомольца. — Киев: [б. и.], 1965.
- 1967 — «Работа отоларинголога в амбулаторных условиях» [Текст]: (Инструктивно-метод. письмо) / Сост. канд. мед. наук Т. Е. Бровко ; Под ред. д-ра мед. наук Е. А. Евдощенко ; М-во здравоохранения УССР. Киевский науч.-исслед. ин-т отоларингологии. — Киев: [б. и.], 1967. — 23 с.; 20 см.
- 1968 — «Применение антисептических парафино-бальзамических паст при лечении хронического тонзиллита» [Текст]: [Инструктивное письмо] / М-во здравоохранения УССР. Киевский науч.-исслед. ин-т отоларингологии ; Сост. А. Т. Костышин ; Под ред. д-ра мед. наук Е. А. Евдощенко. — [Киев]: [б. и.], [1968]. — 14 с.; 21 см.
- 1968 — «Инструктивно-методическое письмо по профилактике и лечению нарушений функции вестибулярного анализатора после слуховосстановительных операций на стремени и овальном окне» [Текст] / Киевский науч.-исслед. ин-т отоларингологии М-ва здравоохранения УССР ; Сост. Г. Э. Тимен ; Под ред. д-ра мед. наук Е. А. Евдощенко. — Киев: [б. и.], 1968. — 16 с.; 20 см.
- 1970 — «Экспертиза временной нетрудоспособности при заболеваниях лорорганов» [Текст] / Сост.: д-р мед. наук Е. А. Евдощенко, доц. Е. М. Харшак. — Киев: [б. и.], 1970. — 10 с.; 20 см — (Методическое письмо/ М-во здравоохранения УССР. Киевский науч.-исслед. ин-т отоларингологии).
- 1971 — «Хронический тонзиллит» (монографія; у співавторстві)
- 1973 — «Проблемы отоларингологии в детском возрасте» [Текст]: (Материалы Респ. науч. конф. 6-7 дек. 1973 г., Киев) / Ред. коллегия: … Е. А. Евдощенко (отв. ред.) [и др.] ; М-во здравоохранения УССР. Науч. о-во отоларингологов УССР. — Киев: Здоров'я, 1974. — 187 с.; 20 см.
- 1976 — «Комплексный метод лечения острого стенозирующего ларинготрахеобронхита у детей» [Текст]: Метод. рекомендации / [Сост. проф. Е. А. Евдощенко] ; М-во здравоохранения УССР. — Киев: [б. и.], 1976. — 15 с.; 19 см.
- 1976 — «Применение аэрозолей эритромицина в сочетании с гидрокортизоном при острых воспалительных заболеваниях дыхательных путей» [Текст]: Метод. рекомендации / [Сост. проф. Е. А. Евдощенко] ; М-во здравоохранения УССР. — Киев: [б. и.], 1976. — 11 с.; 19 см.
- 1977 — «Диагностика и комплексное лечение явного и латентного отоантритов» [Текст]: Метод. рекомендации / [Сост. проф. Е. А. Евдощенко и М. А. Мельник] ; М-во здравоохранения УССР. — Киев: [б. и.], 1977. — 14 с.; 22 см.
- 1979 — «Профилактика и лечение рецидивирующего среднего отита» [Текст]: Метод. рекомендации / М-во здравоохранения УССР ; [Сост. Е. А. Евдощенко, Н. В. Завадский]. — Киев: [б. и.], 1979. — 11 с.; 20 см.
- 1980 — «Организация оториноларингологической помощи в Украинской ССР» / А. И. Цыганов, Е. А. Евдощенко, М. А. Перебатова, В. Г. Крыжанова. — Киев: Здоров"ья, 1980. — 64 с.; 20 см.
- 1982 — «Лечение риногенных орбитальных и внутричерепных осложнений и реногенного сепсиса»: Метод. рекомендации / М-во здравоохранения УССР; [Сост. Е. А. Евдощенко и др.]. — Киев: Б. и., 1982 (вып. дан. 1983). — 16 с.; 19 см.
- 1989 — «Нейросенсорная тугоухость» (монографія; у співавторстві)
- 1989 — «Внутричерепные осложнения воспалительных заболеваний околоносовых пазух» (стаття)
- 1993 — «Эффективность лечения детей с хроническим стенозом и рубцовой атрезией просвета гортани и трахеи» (стаття)

### Запатентовані винаходи (у співавторстві)
- 1983 — спосіб лікування отомікозів (рос. способ лечения отомикозов)
- 1983 — спосіб лікування завиткового (кохлеарного) невриту (рос. способ лечения кохлеарного неврита)
- 1984 — спосіб лікування фурункула носа (рос. способ лечения фурункула носа)
- 1990 — спосіб лікування хронічного рубцевого стенозу гортані (рос. способ лечения хронического рубцового стеноза гортани)

## Нагороди
- орден Вітчизняної війни II ступеня
- два ордени Трудового Червоного Прапора
- значок «Відміннику охорони здоров'я»
- премія Всесоюзного товариства винахідників та раціоналізаторів
- відзнака Національної медичної академії післядипломної освіти ім. П. Л. Шупика
- довічна державна стипендія Президента України (2004)